# José Antonio Campos
José Antonio Campos (Guayaquil, 10 de marzo de 1868 - Guayaquil, 23 de junio de 1939) fue un escritor, profesor y periodista ecuatoriano. Utilizaba el seudónimo de «Jack the Ripper» en sus crónicas periodísticas.

## Biografía
Su padre fue Alberto Campos Coello y su madre doña Dolores Maigón Iler. Estudiaba en el Colegio San Vicente del Guayas, sin embargo en 1885 acabando de cumplir los diecisiete años de edad, se marchó de su casa y se embarcó en el buque “Pilcomayo” de la armada chilena, en donde permaneció a bordo durante más de seis meses. A su regreso a Guayaquil contrajo matrimonio con Mercedes María Morlás.
Se inició en el periodismo en 1887, con la fundación del semanario humorístico “El Marranillo”. 
En 1888 ingresó a la redacción del “Diario de Avisos” en el que se especializó en artículos costumbristas de la costa, en donde escribió hasta que el Gran Incendio de Guayaquil de 1896 arrasó con toda su maquinaria. En ese mismo año sus artículos empezaron a publicarse a diario en El Telégrafo. También colaboró con Grito del Pueblo, El Cóndor, El Tiempo, El Independiente, El Guante, América Libre, El Telégrafo, El Globo Literario, El Grito del Pueblo Ecuatoriano, Gaceta Municipal, etcétera.
En el Diario El Universo permaneció durante ocho años y medio como jefe de Redacción y editorialista, terminando ahí su larga y exorbitante carrera periodística. 
Publicó la novela Dos amores en 1899. Siguieron Los crímenes de Galápagos y Crónica del gran incendio de Guayaquil de 1869, ambas obras en 1904. En 1906 y 1907 publicó el primer y segundo tomo de Rayos catódicos y Fuegos fatuos, donde recogía sus mejores crónicas publicadas en diversos diarios y revistas. En 1920 publicó América libre.